# Anundshög
Anundshög (le tumulus d'Anund) désigne un tumulus mais aussi l'ensemble du site protohistorique associé, situé dans la commune de Västerås, dans le Västmanland en Suède. Le tumulus est le plus grand de Suède, mesurant entre 64 et 68 m de diamètre et plus de 9 m de haut,. La couche à la base du tumulus est datée par carbone 14 à l'an 210 à 540, ce qui laisse supposer que le tumulus lui-même est daté d'entre la période des grandes migrations et l'âge des Vikings. Le tumulus est constitué d'une base en argile sur laquelle les corps des défunts ont été brûlés, et le tout fut recouvert d'un cairn funéraire puis de terre. Le sommet aplati est dû à un pillage du site en 1788. Il y a désormais des escaliers pour accéder au sommet.
Autour du tumulus se trouve un grand nombre de vestiges protohistoriques : 11 tumulus, 10 groupes de pierres en cercle, 5 bateaux de pierre, 14 menhirs et une pierre runique. Les deux plus grands bateaux de pierre sont alignés, et mesurent respectivement 54 et 51 m de long. Ils ont été restaurés en 1932, les pierres ayant été renversées, probablement au début du Moyen Âge afin de détruire le site païen après la christianisation de la région. Plusieurs des pierres dressées sont alignées et marquent l'ancienne route Eriksgata que devait prendre le roi de Suède après son élection. Anundshög était en effet un thing (assemblée) important de la région. La pierre runique est plus récente, datant probablement du début du XIe siècle ; l'image au cœur de la pierre est unique et est interprétée comme un homme et une femme enlacés. Le texte en rune peut être traduit approximativement : « Folkvid a dressé toutes ces pierres en l'honneur de son fils Heden, le frère d'Anund. Vred a gravé les runes. ». Si le Anund de cette inscription est probablement celui qui a donné son nom au site, il est très peu probable qu'il soit la personne enterrée dans le tumulus, qui est vraisemblablement plus ancien.

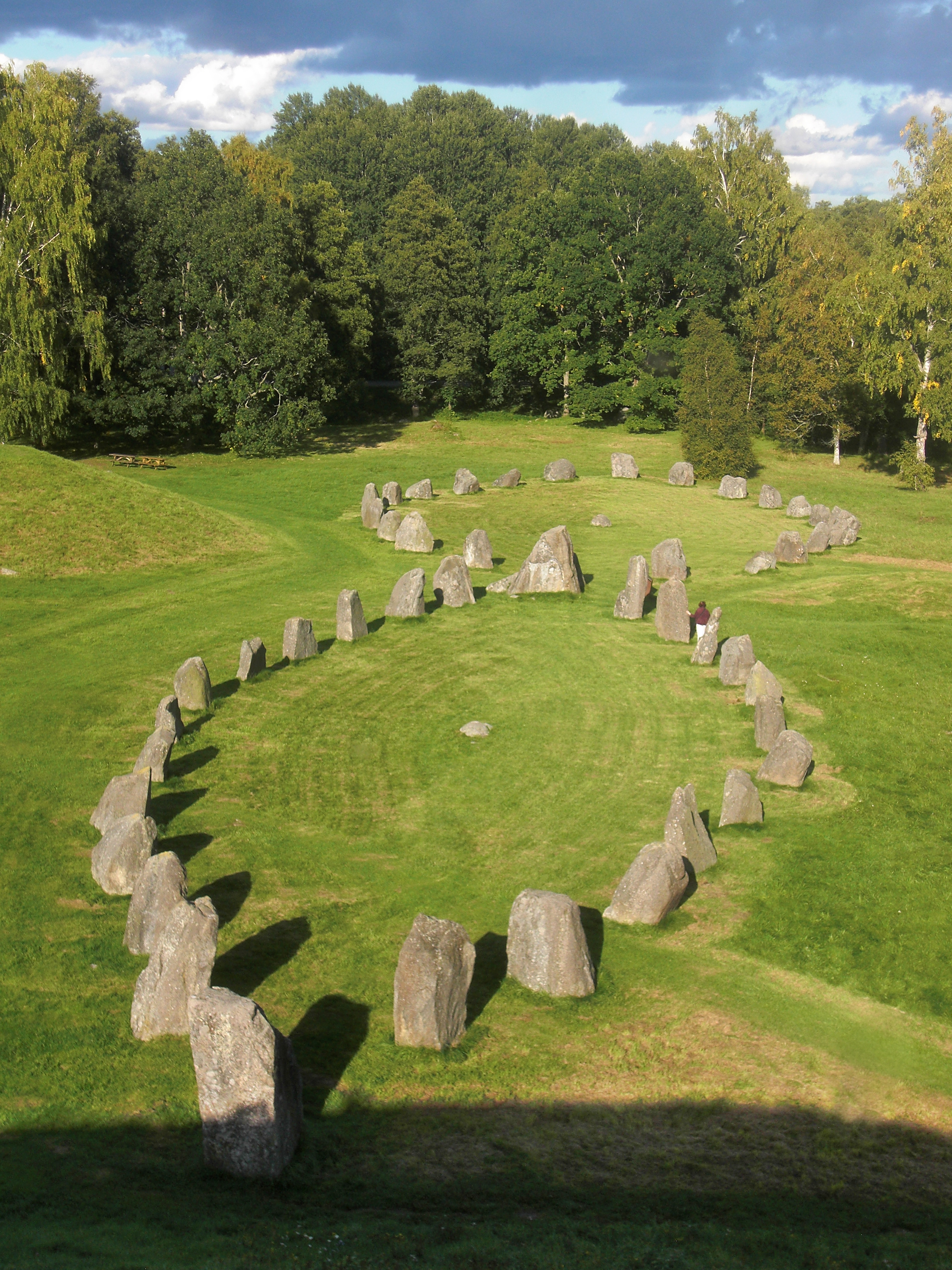
Les deux grands bateaux de pierre alignés vus depuis le sommet du tumulus.
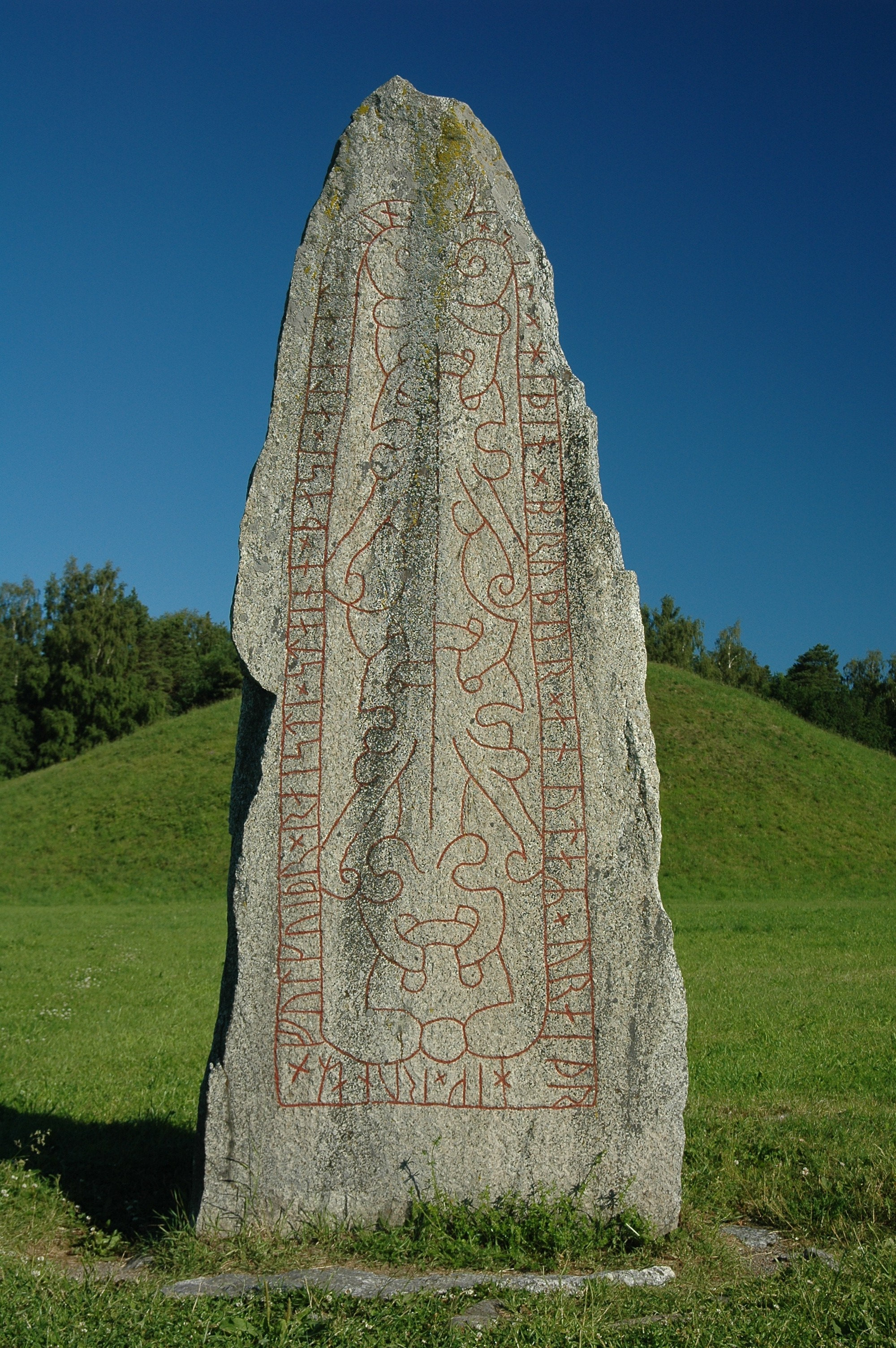
La pierre runique Vs 13.
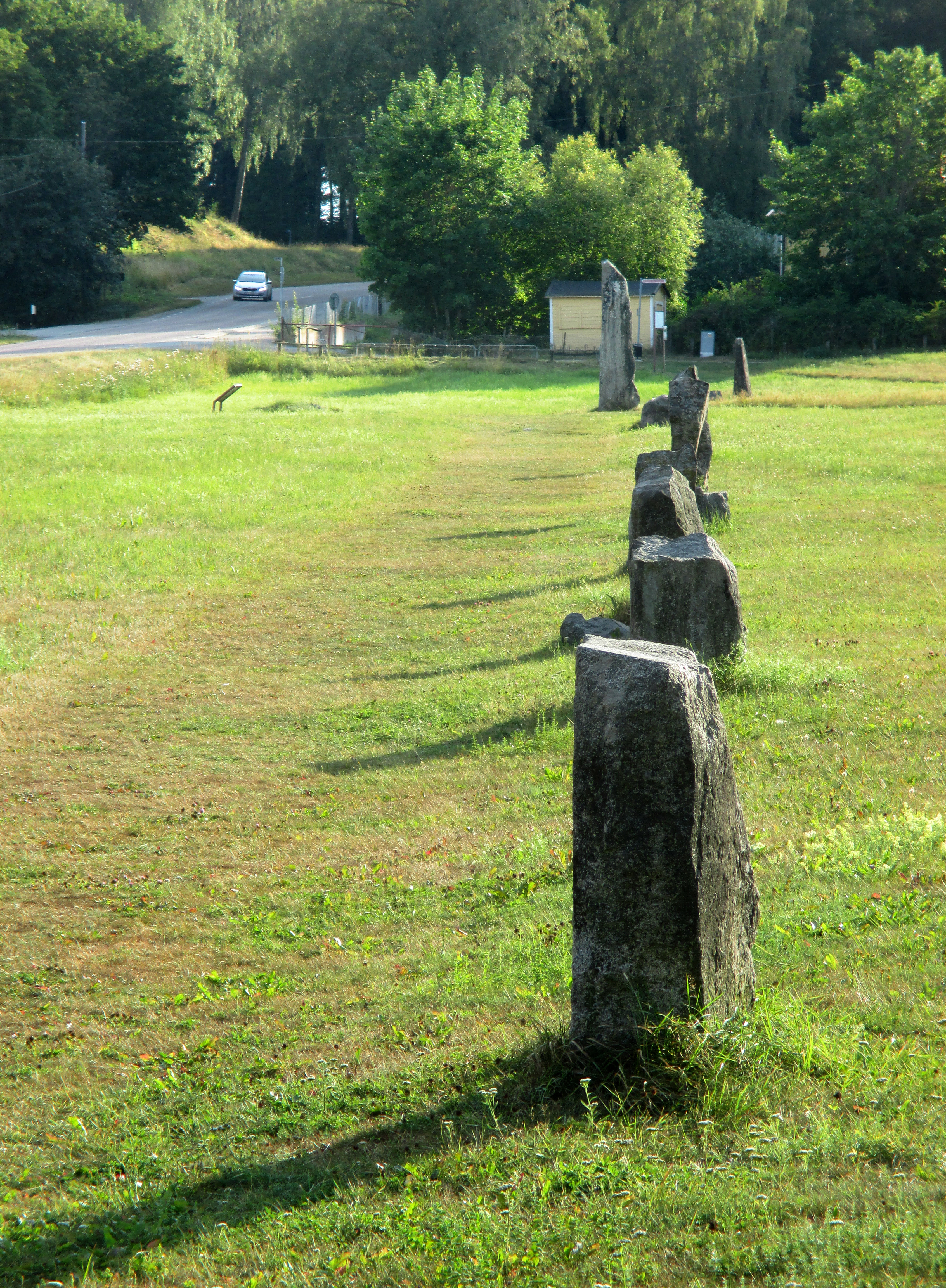
Les pierres alignées marquant la voie Eriksgata.